# جیمی بوکان
جیمی بوکان (انگلیسی: Jamie Buchan؛ زادهٔ ۳ آوریل ۱۹۷۷) بازیکن فوتبال اهل بریتانیا است.
از باشگاه‌هایی که در آن بازی کرده‌است می‌توان به باشگاه فوتبال پاتریک تیسل، باشگاه فوتبال داندی یونایتد، و باشگاه فوتبال آبردین اشاره کرد.
وی همچنین در تیم ملی فوتبال زیر ۲۱ سال اسکاتلند بازی کرده‌است.